# Оттон IV (герцог Баварии)
Оттон IV (нем. Otto IV; 3 января 1307 — 14 декабря 1334) — герцог Нижней Баварии с 1310 года.

## Биография
Оттон был сыном нижнебаварского герцога Стефана I и Ютты Свидницкой. После смерти в 1310 году отца Оттон стал совместно с братом Генрихом XIV правителем герцогства. За опекунство над юными герцогами боролись Людвиг IV Баварский и Фридрих Австрийский. 9 ноября 1313 года Людвиг IV разбил австрийские войска в битве при Гамельсдорфе, и Фридрих I был вынужден отказаться от претензий на Нижнюю Баварию.
Из-за вопроса о разделе наследственных земель отношения между Оттоном и его братом Генрихом обострились, и в 1322 году дело дошло до войны. В 1331 году Нижняя Бавария была разделена; Оттон получил Бургхаузен, Траунштайн и ряд других городов. В 1332 году, однако, герцоги вернулись к совместному правлению.

## Семья и дети
Отто был женат на Рихарде, дочери Герхарда V Юлихского. Известно об одном их ребёнке:
- Альбрехт, род. 1332, умер прежде своего отца.